# (10995) 1978 NS
1978 أن أس (ويعرف أيضًا باسم (10995) 1978 أن أس وفق تسمية الكوكب الصغير) (بالإنجليزية: 1978 NS)‏ هو كويكب ضمن حزام الكويكبات؛ وترتيبه 10995 من حيث الاكتشاف.
اكتُشف هذا الجُرم الفلكي بواسطة اليانور إف. هيلين في 10 يوليو 1978.

## وصلات خارجية
- (10995) 1978 NS في قاعدة بيانات مختبر الدفع النفاث لأجرام النظام الشمسي الصغيرة

- الاكتشاف · مخطط المدار ·  العناصر المدارية · المعلمات المادية

- (10995) 1978 NS على موقع ويكي سكاي: DSS2, SDSS, GALEX, IRAS, Hydrogen α, X-Ray, Astrophoto, Sky Map, Articles and images